# Abadim
Abadim é uma povoação portuguesa sede da Freguesia de Abadim do Município de Cabeceiras de Basto, freguesia com 15,14 km² de área e 472 habitantes (censo de 2021), tendo, por isso, uma densidade populacional de 31,2 hab./km².

## História
O rei D. Manuel I deu-lhe foral em 12 de outubro de 1514. Teve por donatários os Camões, de Guimarães. Foi também senhor deste couto e do de Negrelos Gonçalo Lopes de Carvalho, Desembargador do Paço, Fidalgo da Casa Real e Cavaleiro da Ordem de Cristo, que foi instituidor destes dois morgados.
Em 1747, São Jorge de Abadim era uma freguesia, cabeça do Concelho de Cabeceiras de Basto. No secular subordinava-se à Comarca de Guimarães, e no eclesiástico pertencia à primeira parte da Visita de Basto, no Arcebispado de Braga, na Província de Entre Douro e Minho. Era couto, e seu donatário era Tadeu Luís António Lopes de Carvalho Fonseca e Camões, Moço Fidalgo da Casa de Sua Majestade, assistente na Vila de Guimarães. Constava de cem fogos, e tinha seu assento na costeira de um monte, que tinha por fundamento e alicerce o monte Ranha, em cujo baixo findavam os limites desta freguesia e couto, pela parte do sul. Daqui se descobriam a maior parte das povoações de Basto, como são o Mosteiro de São Miguel de Refoios, da Ordem Beneditina, a freguesia de Santo André de Painzela, Santa Maria do Outeiro, a de Santa Senhorinha, a de Santiago da Faia, e São Martinho do Arco. Avistavam-se algumas serras, entre as quais como mais iminente se via a do Marão, cujas raízes lavavam as águas do Rio Tâmega.
Até ao período liberal foi sede do couto de Abadim.
A Igreja Paroquial de São Jorge de Abadim estava fundada fora do lugar de Abadim. O pároco era abade, apresentado pelo donatário, rendendo quatrocentos mil reis cada ano. Havia na freguesia deste Lugar de Abadim uma ermida dedicada a Santo António, em cujo dia 13 de Junho era visitada de romeiros dos lugares circunvizinhos.
A terra era abundante de vinho verde, e dos mais frutos, como centeio, milho grosso, milho pequeno, castanha, lande, e azeite. Era esta freguesia couto, e tinha juiz ordinário, juiz dos órfãos, e câmara. O juiz era eleito a votos do povo na presença do donatário do couto, que era ouvidor dele. As gentes da freguesia eram lavradores, que viviam do seu trabalho. Bebiam de várias fontes, de que também se aproveitavam para regarem os campos.
Pertenciam a esta freguesia os lugares de Portodolho, o das Torrinheiras, e o de Travaço, situados na Serra do Arrochado, que aqui tinha o seu princípio.

## Demografia
A população registada nos censos foi:
| Ano  | 0-14 Anos | 15-24 Anos | 25-64 Anos | > 65 Anos |
| 2001 | 124       | 105        | 299        | 140       |
| 2011 | 86        | 71         | 288        | 126       |
| 2021 | 40        | 60         | 264        | 108       |

## Património
- Pelourinho do Antigo Couto de Abadim
- Igreja Paroquial de São Jorge de Abadim
- Castelo da Torre